# 13150 Paolotesi
13150 Paolotesi este un asteroid din centura principală de asteroizi.

## Descriere
13150 Paolotesi este un asteroid din centura principală de asteroizi. A fost descoperit pe 23 martie 1995 la San Marcello Pistoiese de Luciano Tesi și Andrea Boattini. Asteroidul prezintă o orbită caracterizată de o semiaxă mare de 3,12 ua, o excentricitate de 0,15 și o înclinație de 17,3° în raport cu ecliptica.